# Vereniki Goneva
Vereniki Goneva (nacido en Lautoka el 5 de abril de 1984) es un jugador de rugby fiyiano, que juega de centro o Wing para la selección de rugby de Fiyi y, actualmente para el SO Chambéry en la Championnat Fédéral Nationale. 
Su debut con la selección de Fiyi se produjo en un partido contra Samoa en el Apia el 19 de mayo de 2007. Fue seleccionado para el equipo fiyiano de la Copa Mundial de Rugby de 2011 en Nueva Zelanda e hizo su debut en la copa mundial en el ala derecha de Fiyi contra Namibia. Anotó cuatro ensayos y ganó el premio "Hombre del partido" (Man of the Match) también.
En mayo de 2014, Goneva fue coronado "jugador de jugadores del año 2014" en la cena de los premios de la Rugby Players' Association en Battersea.
Seleccionado para la Copa del Mundo de Rugby de 2015, Goneva anotó el único ensayo de su equipo en la derrota frente a Gales, en la fase de grupos.